# Tomasz Jaworski (historyk)
Tomasz Jaworski (ur. 14 października 1944 w Jasenovcach na Słowacji) – polski historyk, prof. dr hab.

## Życiorys
Specjalizuje się w demografii i historii gospodarczej. Od 2001 pełni funkcję kierownika Zakładu Demografii i Historii Gospodarczej w Instytucie Historii Uniwersytetu Zielonogórskiego. 

## Ważniejsze publikacje
- Żary w dziejach pogranicza śląsko-łużyckiego (1993)
- Wojna, pokój i religia a ruchy ludnościowe na polskim pograniczu zachodnim w XVII i na początku XVIII w. (1998)
- Mobilność społeczeństwa wielokulturowego na pograniczu śląsko-łużyckim od XVI do XVIII w. (2007)